# Zsiadłe mleko

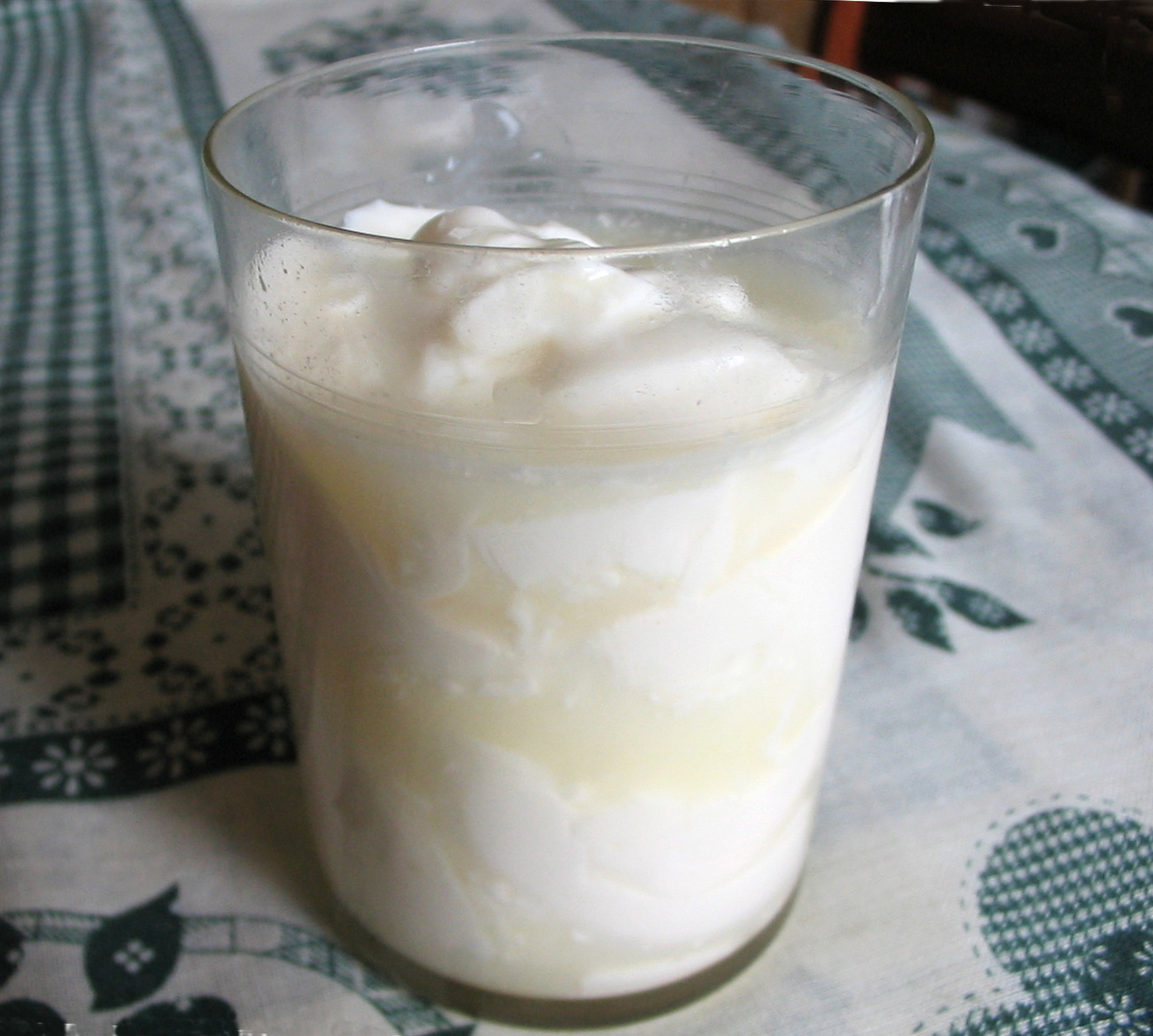
Szklanka zsiadłego mleka.

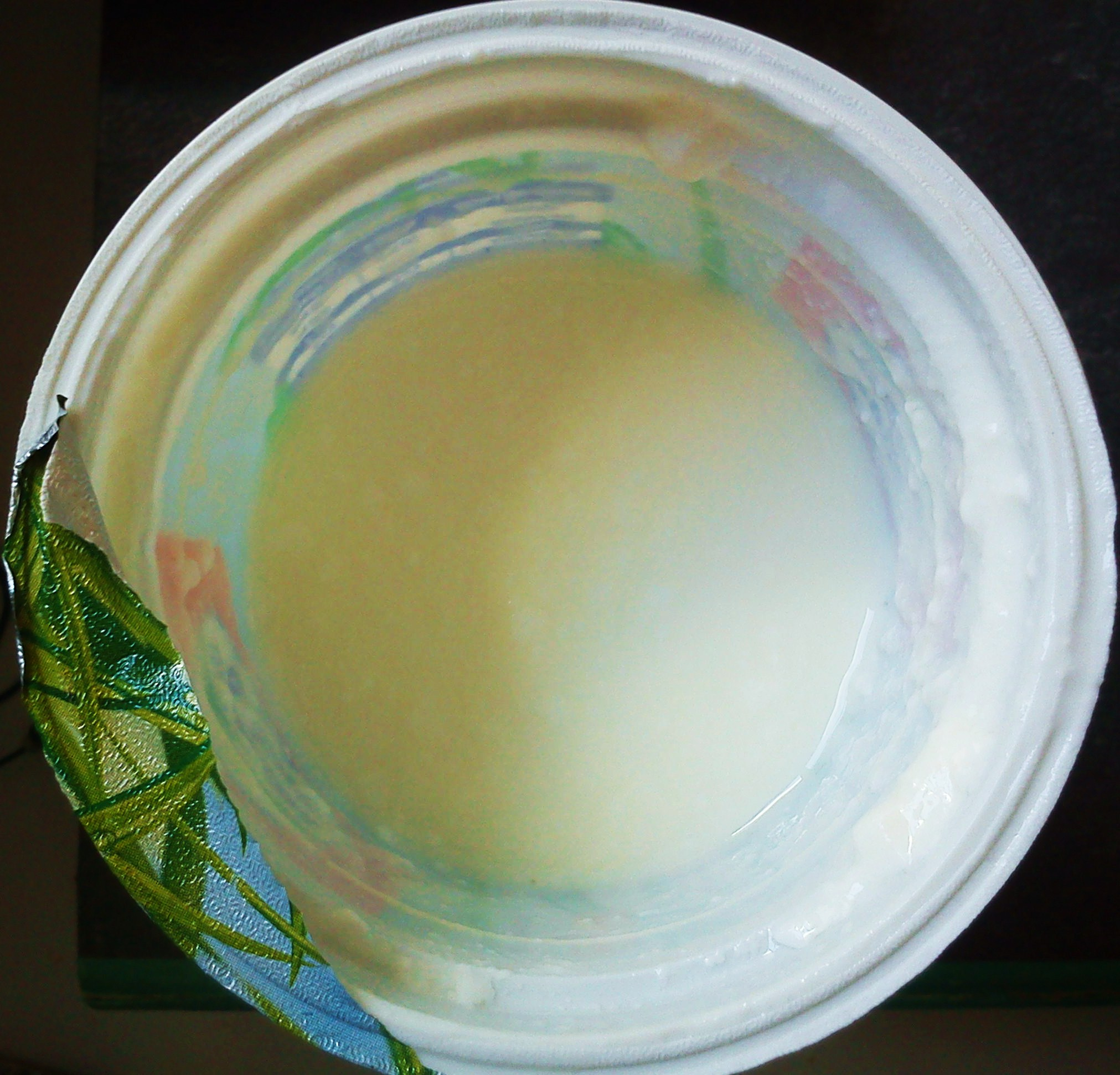
Polskie zsiadłe mleko produkowane przemysłowo

Zsiadłe mleko, kwaśne mleko (skwaszone mleko, śl. kiszka) – produkt mleczny powstały ze świeżego mleka (niepasteryzowanego i niesterylizowanego) odstawionego do skwaśnienia.

## Otrzymywanie z mleka świeżego
W świeżym mleku fermentacja mlekowa zachodzi samoistnie, dzięki bakteriom żyjącym w mleku w stanie naturalnym.
Mleko po skwaszeniu rozwarstwia się na dwie frakcje: gęstą (skrzep kwasowy) i płynną serwatkę. Górna frakcja charakteryzuje się specyficzną, gęstą konsystencją, zbliżoną do kisielu mlecznego. 
Po schłodzeniu i mechanicznym wymieszaniu obu frakcji uzyskuje się gotowe do spożycia zsiadłe mleko, które w kuchni polskiej podawane jest jako samodzielny napój lub do drugiego dania, np. z młodymi ziemniakami posypanymi koperkiem.

## Problem mleka pasteryzowanego
W przemyśle spożywczym spotyka się przeważnie mleko pasteryzowane, w foliowych torebkach lub szklanych butelkach. Cząstki tłuszczu są tu tylko częściowo rozbite, a poprzez poddanie krótkiemu działaniu wysokiej temperatury, część bakterii jest zabita. Trwałość takiego mleka wnosi ok. 7–10 dni. Mleko UHT, m.in. z opakowań typu Tetra Pak, jest sterylizowane, a drobinki tłuszczu są już trwale rozbite na bardzo drobne cząsteczki. Takie mleko pozostaje świeże i jednolite w konsystencji przez wiele miesięcy.
Mleko takie często nie „kwaśnieje” po otwarciu opakowania, lecz ulega peptonizacji (rozkład frakcji białkowej) pod wpływem termostabilnych enzymów, które przetrwały utrwalanie metodą UHT lub obecnej mikroflory wykazującej aktywność proteolityczną. Smakowo produkt taki nie nadaje się do spożycia (gorzki smak, obecność toksycznych związków rozkładu białka), a mikroflora może okazać się patogenna dla organizmu człowieka.
Zsiadłe mleko można ewentualnie uzyskać z mleka pasteryzowanego czy sterylizowanego (a więc pozbawionego bakterii umożliwiających jego kwaśnienie), o ile do tego mleka doda się łyżeczkę pełnotłustej, niepasteryzowanej śmietany na szklankę letniego, przegotowanego mleka.

## Produkty spożywcze pochodne
- po odciśnięciu serwatki otrzymuje się tradycyjny twaróg
- po dodaniu drożdży, mąki i jajka, zsiadłe mleko jest bazą do ciasta na racuchy